# Segunda Categoría de Morona Santiago 2015
El Campeonato Provincial de Segunda Categoría de Morona Santiago 2015 fue un torneo de fútbol en Ecuador en el cual compitieron equipos de la Provincia de Morona Santiago. El torneo fue organizado por la Asociación de Fútbol No Amateur de Morona Santiago (AFNAMS) y avalado por la Federación Ecuatoriana de Fútbol. El torneo empezó el 25 de junio y finalizó el 18 de julio. Participaron 3 clubes de fútbol y entregó 2 cupos al zonal de la Segunda Categoría 2015 por el ascenso a la Serie B.

## Sistema de campeonato
El sistema determinado por la Asociación de Fútbol No Amateur de Morona Santiago fue el siguiente:
- Se jugó una etapa única con los 3 equipos establecidos, fue todos contra todos ida y vuelta (6 fechas), al final los equipos que terminaron en primer y segundo lugar clasificaron a los zonales  de Segunda Categoría 2015.
- También se jugó un partido play-off ida y vuelta entre los equipos clasificados a los zonales para determinar al campeón y vicecampeón provincial.

## Equipos participantes
| Equipos participantes                  | Equipos participantes | Equipos participantes           |
| -------------------------------------- | --------------------- | ------------------------------- |
|                                        |                       |                                 |
| Equipo                                 | Ciudad                | Estadio                         |
| Club Social Cultural y Deportivo Sucúa | Sucúa                 | Estadio Eddy Coello             |
| Liga Deportiva Juvenil (Macas)         | Macas                 | Estadio Tito Marcelo Navarrete  |
| Club Deportivo Estudiantes del Cenepa  | Gualaquiza            | Estadio Municipal de Gualaquiza |

## Equipos por cantón
| Cantón     | N.º | Equipos                |
| ---------- | --- | ---------------------- |
| Sucúa      | 1   | Deportivo Sucúa        |
| Morona     | 1   | LDJ (Macas)            |
| Gualaquiza | 1   | Estudiantes del Cenepa |

## Clasificación
|  |    | Equipo                 | PJ | PG | PE | PP | GF | GC | DG | PTS |
|  | -- | ---------------------- | -- | -- | -- | -- | -- | -- | -- | --- |
|  | 1. | Deportivo Sucúa        | 3  | 2  | 1  | 0  | 7  | 1  | +6 | 7   |
|  | 2. | Estudiantes del Cenepa | 4  | 1  | 2  | 1  | 8  | 6  | +2 | 5   |
|  | 3. | LDJ (Macas)            | 3  | 0  | 1  | 2  | 3  | 11 | −8 | 1   |

|  | Clasificados a los zonales de Segunda Categoría 2015. |

## Evolución de la clasificación
| Equipo / Jornada       | 01 | 02 | 03 | 04 | 05 | 06 |
| ---------------------- | -- | -- | -- | -- | -- | -- |
| Deportivo Sucúa        | 1  | 1  | 1  | 1  | 1  | 1  |
| Estudiantes del Cenepa | 3  | 2  | 2  | 2  | 2  | 2  |
| LDJ (Macas)            | 2  | 3  | 3  | 3  | 3  | 3  |

## Resultados

### Primera vuelta
|        | LDJ (Macas) | 0 - 4           | Estudiantes del Cenepa |                 | Tito Navarrete  | 8 de julio      | 16:00           |
| Libre: | Libre:      | Deportivo Sucúa | Deportivo Sucúa        | Deportivo Sucúa | Deportivo Sucúa | Deportivo Sucúa | Deportivo Sucúa |

|        | Estudiantes del Cenepa | 0 - 0       | Deportivo Sucúa |             | Municipal de Gualaquiza | 28 de junio | 16:00       |
| Libre: | Libre:                 | LDJ (Macas) | LDJ (Macas)     | LDJ (Macas) | LDJ (Macas)             | LDJ (Macas) | LDJ (Macas) |

|        | Deportivo Sucúa | 4 - 0                  | LDJ (Macas)            |                        | Eddy Coello            | 1 de julio             | 17:00                  |
| Libre: | Libre:          | Estudiantes del Cenepa | Estudiantes del Cenepa | Estudiantes del Cenepa | Estudiantes del Cenepa | Estudiantes del Cenepa | Estudiantes del Cenepa |

### Segunda vuelta
|        | Deportivo Sucúa | 3 - 1       | Estudiantes del Cenepa |             | Eddy Coello | 4 de julio  | 17:00       |
| Libre: | Libre:          | LDJ (Macas) | LDJ (Macas)            | LDJ (Macas) | LDJ (Macas) | LDJ (Macas) | LDJ (Macas) |

|        | Estudiantes del Cenepa | 3 - 3           | LDJ (Macas)     |                 | Municipal de Gualaquiza | 11 de julio     | 16:00           |
| Libre: | Libre:                 | Deportivo Sucúa | Deportivo Sucúa | Deportivo Sucúa | Deportivo Sucúa         | Deportivo Sucúa | Deportivo Sucúa |

|        | LDJ (Macas) | -                      | Deportivo Sucúa        |                        | No se programó         | No se programó         | No se programó         |
| Libre: | Libre:      | Estudiantes del Cenepa | Estudiantes del Cenepa | Estudiantes del Cenepa | Estudiantes del Cenepa | Estudiantes del Cenepa | Estudiantes del Cenepa |

## Final

### Ida
| 15 de julio, 16:00 | Estudiantes del Cenepa | 1:2 (0:1) | Deportivo Sucúa | Estadio Municipal, Gualaquiza |  |
|                    | Caicedo                |           | Valencia 45' ·  |                               |  |

### Vuelta
| 18 de julio, 16:00 | Deportivo Sucúa    | 2:0 (0:0) | Estudiantes del Cenepa | Estadio Eddy Coello, Sucúa |  |
|                    | Valencia · Wampash |           |                        |                            |  |

| |
| Campeón Club Social Cultural y Deportivo Sucúa 1.er título Clasifica a los zonales de la Segunda Categoría 2015. - También clasifica Estudiantes del Cenepa como vicecampeón. |